# Milaca, Minnesota
Milaca, Minnesota (енгл. Milaca) град је у америчкој савезној држави Минесота.

## Демографија
По попису из 2010. године број становника је 2.946, што је 366 (14,2%) становника више него 2000. године.
| Група             | 2000.         | 2010.         |
| Белци             | 2.478 (96,0%) | 2.817 (95,6%) |
| Афроамериканци    | 3 (0,1%)      | 13 (0,4%)     |
| Азијати           | 5 (0,2%)      | 9 (0,3%)      |
| Хиспаноамериканци | 25 (1,0%)     | 19 (0,6%)     |
| Укупно            | 2.580         | 2.946         |